# Rory McIlroy
Rory McIlroy (sinh ngày 4 tháng 5 năm 1989) là một golf thủ chuyên nghiệp người Bắc Ireland quê ở Holywood trong hạt Down là thành viên của cả European Tour và PGA Tour. Tại thời điểm tháng 8 năm 2012, anh tay golf số một thế giới, anh đã hai lần giành ngôi vô địch giải lớn. McIlroy giành chức vô địch đầu tiên khi anh mới 19 tuổi tại giải Dubai Desert Classic 2009 và Honda Classic là danh hiệu thứ 6 trong sự nghiệp thi đấu chuyên nghiệp của anh.
Kể từ giải USPGA Championship tháng 8 năm 2011, anh đã chơi ở 11 giải đấu xếp hạng và chỉ một lần kết thúc ngoài Top 5. Năm 2007, McIlroy tham dự giải lớn đầu tiên giải Open Championship. Anh khởi đầu bằng 68 gậy, và sau đó giành Huy chương Bạc cho vị trí số một trong nhóm nghiệp dư.
Ở tuổi 19, anh đã có danh hiệu đầu tiên của European Tour, khi vô địch Dubai Desert Classic 2009.
Năm 2010, McIlroy khởi đầu ấn tượng ở Open Championship với vòng đầu tiên đánh 63 gậy. Tuy nhiên, anh sa sút bất ngờ ở ngày thứ hai, với 80 gậy và kết thúc giải ở vị trí thứ ba.
Ở Masters 2011, McIlroy bước vào vòng đấu cuối cùng với vị trí dẫn đầu và cách biệt bốn gậy. Tuy nhiên, anh sử dụng đến 80 gậy và lỡ cơ hội lần đầu tiên giành một danh hiệu lớn (major). Năm 2012, anh giành danh hiệu giải lớn đầu tiên ở giải US Open và sau đó chiến thắng tại Hong Kong Open.
Anh đã được trích dẫn là người trẻ có triển vọng trong môn golf thú vị nhất và có tiềm năng trở thành một trong những người có thu nhập cao nhất trong thể thao tính theo endorsement.
SportsPro đã xếp hạng McIlroy là vận động viên xuất sắc thứ nhì trên thế giới còn tạp chí Hiệp hội các nhà quản lý câu lạc bộ golf xếp hạng anh là người có quyền lực thứ nhì ở môn golf Anh.